# Корталы-Усадище
Корталы-Усадище (вепс. Kortlaht) — деревня в Ефимовском городском поселении Бокситогорского района Ленинградской области.

## История
Деревни Усадище и Филиповская упоминаются в переписи 1710 года в Никольском Пелужском погосте Нагорной половины Обонежской пятины.

ФИЛИПОВО (КОРТОЛА, КОРТОЛАХТА, ФИЛИПОВСКОЕ) — деревня Беловского общества, прихода Пелушского погоста. 

Крестьянских дворов — 6. Строений — 8, в том числе жилых — 6. Жители занимаются рубкой, возкой и сплавом леса.

Число жителей по приходским сведениям 1879 г.: 17 м. п., 20 ж. п.

УСАДИЩЕ — деревня Беловского общества, прихода Пелушского погоста. 

Крестьянских дворов — 4. Строений — 9, в том числе жилых — 5. Жители занимаются рубкой, возкой и сплавом леса.

Число жителей по приходским сведениям 1879 г.: 16 м. п., 15 ж. п.

Всего в обеих смежных деревнях, число жителей по семейным спискам 1879 г.: 30 м. п., 34 ж. п.

В конце XIX — начале XX века деревня административно относилась к Борисовщинской волости 5-го земского участка 3-го стана Тихвинского уезда Новгородской губернии.

УСАДИЩЕ КОРТАЛЫ — деревня Бельского общества, дворов — 9, жилых домов — 9, число жителей: 23 м. п., 17 ж. п.
 
Занятия жителей — земледелие. Озеро Пелушское. (1910 год)

С 1917 по 1918 год деревня Кортало Усадище входила в состав Борисовщинской волости Тихвинского уезда Новгородской губернии. 
С 1918 года, в составе Череповецкой губернии.
С 1927 года, в составе Беловского сельсовета Ефимовского района.
С 1928 года, в составе Пожарищенского сельсовета.
По данным 1933 года деревня Корталы Усадище входила в состав Пожарищенского вепсского национального сельсовета Ефимовского района.
В 1940 году население деревни составляло 261 человек.
С 1965 года, в составе Бокситогорского района.
По данным 1966 года деревня Корталы-Усадище входила в состав Пожарищенского сельсовета. В 15 км от деревни находился Боровский лесопункт узкоколейной железной дороги Ефимовского лестрансхоза.
По данным 1973 года деревня называлась Кортолы-Усадище и также входила в состав Пожарищенского сельсовета.
По данным 1990 года деревня Корталы-Усадище входила в состав Радогощинского сельсовета.
В 1997 году в деревне Корталы-Усадище Радогощинской волости проживали 19 человек, в 2002 году — постоянного населения не было.
В 2007 году в деревне Корталы-Усадище Радогощинского СП был зарегистрирован 1 человек, в 2010 и 2015 годах — постоянного населения не было.
В мае 2019 года Радогощинское сельское поселение вошло в состав Ефимовского городского поселения.

## География
Деревня расположена в северо-восточной части района к востоку от автодороги 41К-038 (Радогощь — Пелуши).
Расстояние до деревни Радогощь — 11 км.
Деревня находится на южном берегу Пелушского озера.

## Демография
| 1997 | 2002 | 2007 | 2010 | 2017 |
| ---- | ---- | ---- | ---- | ---- |
| 4    | ↘0   | ↗1   | ↘0   | →0   |